# آلیاژهای منیزیم
آلیاژهای منیزیم ترکیبات منیزیم با دیگر فلزات (که آلیاژ نامیده می‌شود) است که شامل آلومینیوم، زینک، منگنز، سیلیکون، مس، عنصرهای خاکی کمیاب معروف به Rare Earth و زیرکونیم می‌باشد.
منیزیم سبک‌ترین فلز ساختاری است و آلیاژهای آن معمولاً کمترین وزن را بین آلیاژهای صنعتی دارند. آلیاژهای منیزیم یک ساختار شبکه شش ضلعی (دستگاه بلوری هگزاگونال) دارد، که روی خواص بنیادی این آلیاژها تأثیر می‌گذارد. تغییر شکل پلاستیک در شبکه شش ضلعی پیچیده‌تر از فلزات دارای شبکه‌های مکعبی مانند آلومینیوم، مس و فولاد است؛ بنابراین، آلیاژهای منیزیم معمولاً به‌عنوان آلیاژهای ریخته‌گری استفاده می‌شود همچنین تحقیقات راجع به این آلیاژها از سال ۲۰۰۳ وسیع تر شده‌است.
انواع آلیاژ منیزیم

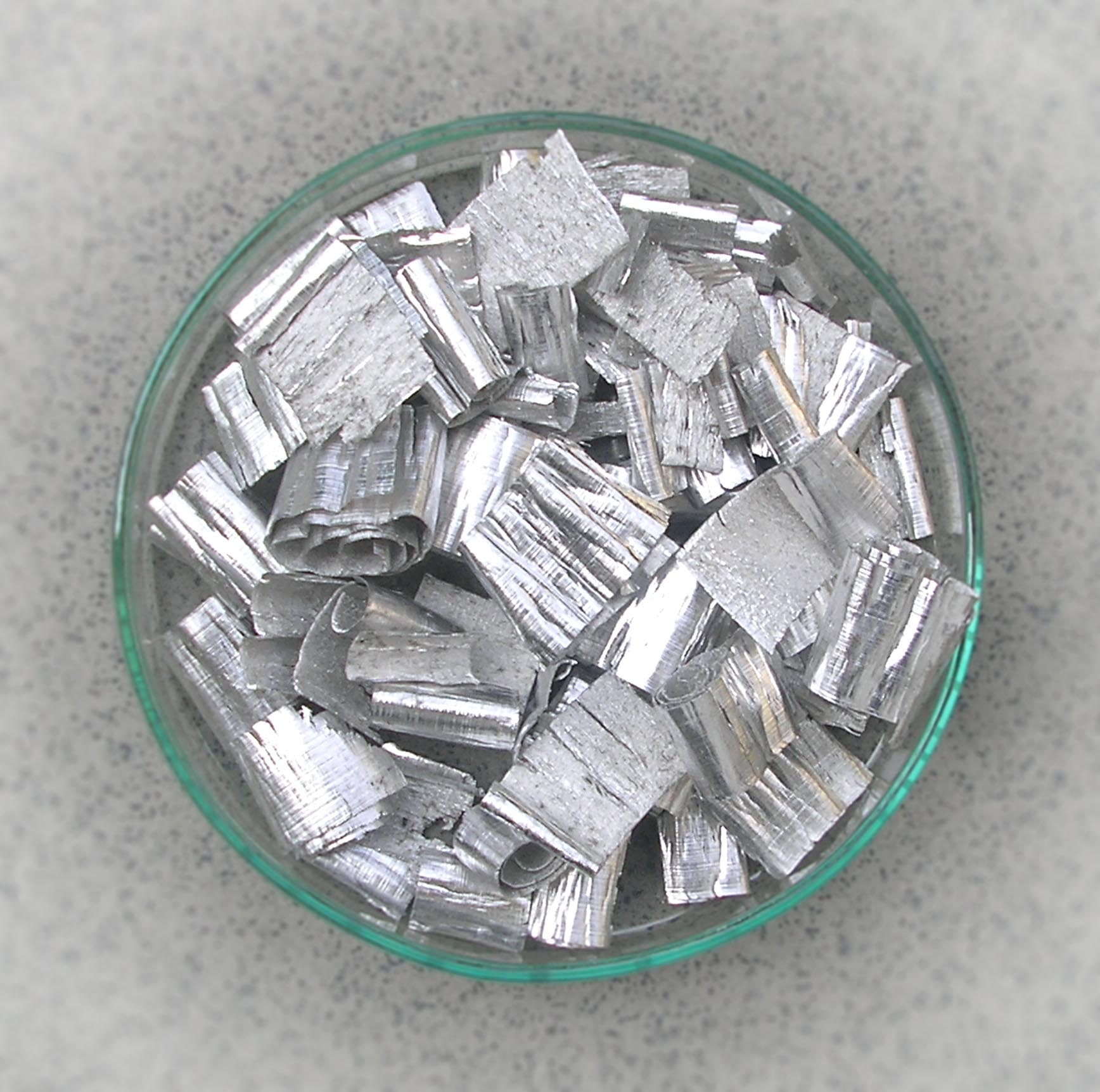
منیزیم

آلیاژ منیزیم دارای انواع مختلفی می باشد که هر کدام از آنها دارای ویژگی های خاص و منحصر به فردی می باشند. ویژگی نهایی آلیاژ های منیزیم وابسته به نوع فلزی که با عنصر منیزیم ترکیب می شود، می باشد.
به عنوان مثال اگر از فلزاتی که چگالی کمتری نسبت به عنصر منیزیم دارند در آلیاژ استفاده نمایید. چگالی نهایی آلیاژ مورد نظر شما از چگالی عناصر منیزیم کمتر خواهد شد.
منیزیم آلومینیوم
آلیاژ منیزیم آلومینیوم در رتبه اول در لیست کاربردی ترین آلیاژ های منیزیم قرار می گیرد. حدود ۸ الی ۹ درصد وزنی از این آلیاژ با کمک عنصر منیزیم به عنوان فلز پایه ساخته شده است. همچنین در بعضی مواقع حدود ۰.۳ درصد وزنی منگنز نیز به این آلیاژ اضافه می کنند.
آلومینیوم اضافه شده سبب افزایش خاصیت کششی و شکل پذیری آلیاژ می گردد و عنصر منگنز بر روی مقاومت نهایی آلیاژ تاثیر می گذارد. لازم به ذکر است که در عملیات تولید آلیاژ آلومینیوم منیزیم با مرحله ای به نام پیر سختی روبرو می شویم. این مرحله کلی به طور کلی به سه بخش جزئی تر شامل گرم کردن تا دمای ۷۵۰ درجه، سرد کردن با کمک آب و بازپخت تقسیم بندی می گردد.
منیزیم روی مس
آلیاژ منیزیم روی مس یکی دیگر از آلیاژ های کاربردی منیزیم می باشد. در این آلیاژ عنصر منیزیم به عنوان فلز پایه و عناصر روی و مس به عنوان ماده افزودنی عمل می کنند. این آلیاژ خاصیت کششی بسیار مناسب و قابل توجهی داشته و در صنایع بسیاری مورد استفاده قرار می گیرد.
با اضافه کردن عناصر مس و روی به منیزیم، علاوه بر خاصیت کششی برخی از دیگر خواص فیزیکی و شیمیایی آلیاژ نیز تغییر می کنند. از مهم ترین تغییرات به وجود آمده بر روی آلیاژ نهایی می توان به افزایش مقاومت در برابر خوردگی، افزایش مقاومت در برابر حرارت و … اشاره کرد.
آلیاژ منیزیم لیتیوم
فلز لیتیوم به عنوان سبک ترین فلز حال حاضر دنیا شناخته می شود. چگالی فلز لیتیوم به طور تقریبی برابر با ۰.۵۳ گرم بر سانتی متر مکعب می باشد. به همین دلیل زمانی که آلیاژ منیزیم لیتیوم را تولید نمایید، فلز نهایی آلیاژ به طور چشمگیری با وزن ابتدایی فلز منیزیم متفاوت می باشد.
با ترکیب این دو فلز شما می توانید علاوه بر پدیده کاهش چگالی با افزایش داکتیلیتی نیز روبرو خواهید شد. افزایش داکتیلیتی جزو مهمترین مزیت هایی می باشد که تنها توسط فلزات خاص و منحصر به فردی به آلیاژ ها افزوده می گردد.

## کاربردها
ریخته‌گری آلیاژهای منیزیم برای بسیاری از اجزای اتومبیل‌های مدرن و موتورهای با بدنه منیزیمی در بعضی از وسایل حمل و نقل با عملکرد بالا استفاده می‌شود. همچنین آلیاژهای منیزیم در ساخت بدنه دوربین‌های عکاسی و اجزای لنزهای عکاسی کاربرد دارد.

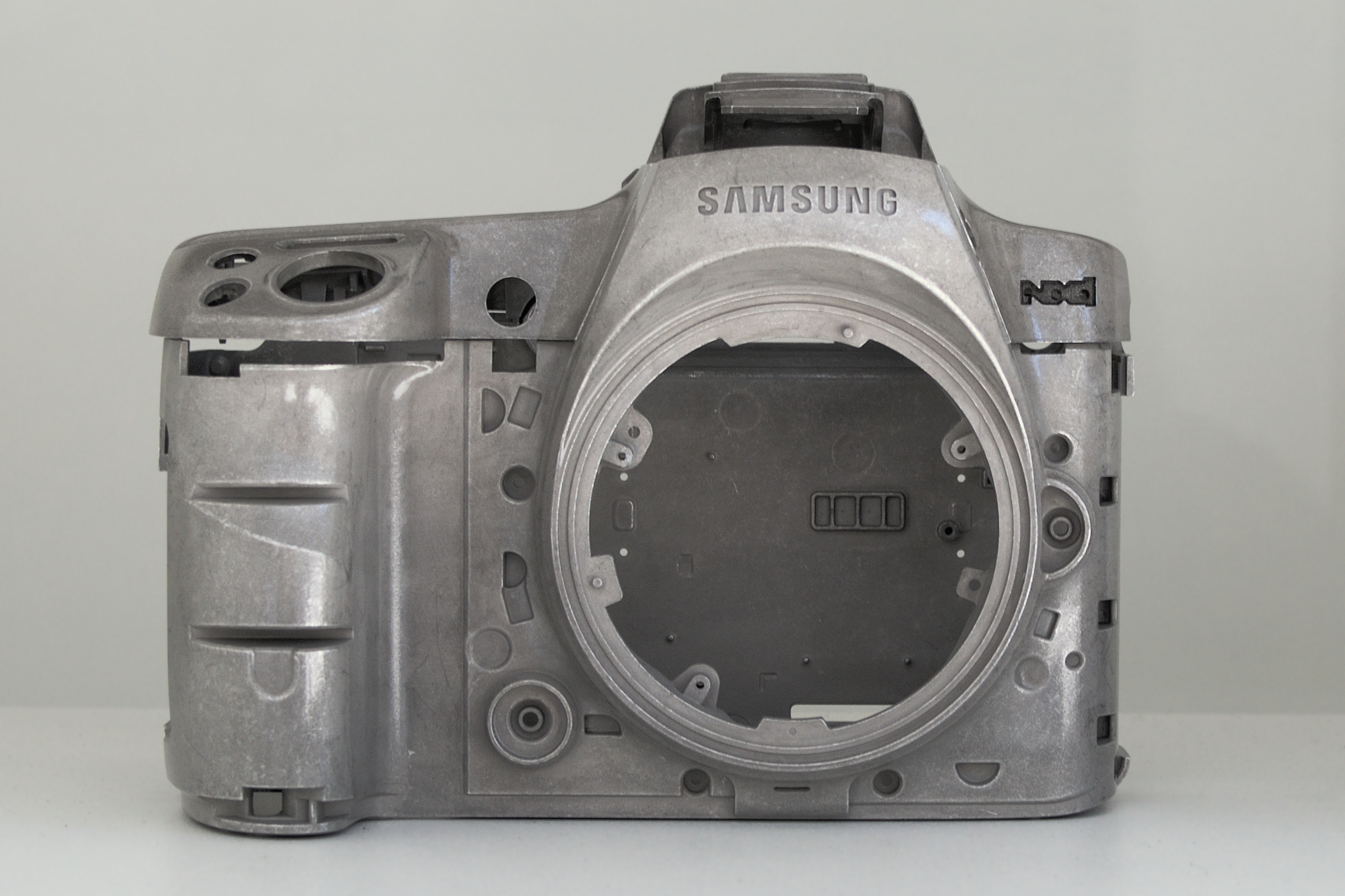
بدنهٔ دوربین Samsung NX1 از آلیاژهای منیزیم ساخته شده‌است

در واقع تمام آلیاژهای تجاریِ منیزیم که در ایالات متحده آمریکا تولید می‌شود، شامل آلومینیوم(۳ تا ۱۳ درصد) و منگنز (۰٫۱ تا ۰٫۴ درصد) می‌باشد. بسیاری نیز شامل زینک (۰٫۵ تا ۳ درصد) هستند و همچنین بعضی از آن‌ها به وسیله عملیات حرارتی سختکاری شده‌اند. تمامی آلیاژها برای بیش از یک فرم محصول استفاده می‌شوند، ولی آلیاژهای AZ63 و AZ92 بیشتر برای عملیات ریخته‌گری با ماسه، AZ91 برای ریخته‌گری در قالب فلزی و AZ92 بیشتر برای ریخته‌گری در قالب‌های دائمی به کار گرفته می‌شود (آلیاژهای AZ63 و A10 نیز بعضی مواقع در موارد یاد شده به کار برده می‌شود). برای آهنگری، AZ61 بیشترین کاربرد را دارد و آلیاژ M1 برای استحکام کم و AZ80 برای استحکام‌های بالا مورد نیاز است. با فرایند اکستروژن رنج گسترده‌ای از شکل‌ها، میله‌ها و تیوب‌ها که در آن‌ها استحکام کمی کافی است، از آلیاژ M1 ساخته شده‌است. آلیاژهای AZ31، AZ61 و AZ80 برای زمان‌هایی که استحکام بیشتری مورد نیاز است استفاده می‌شود.

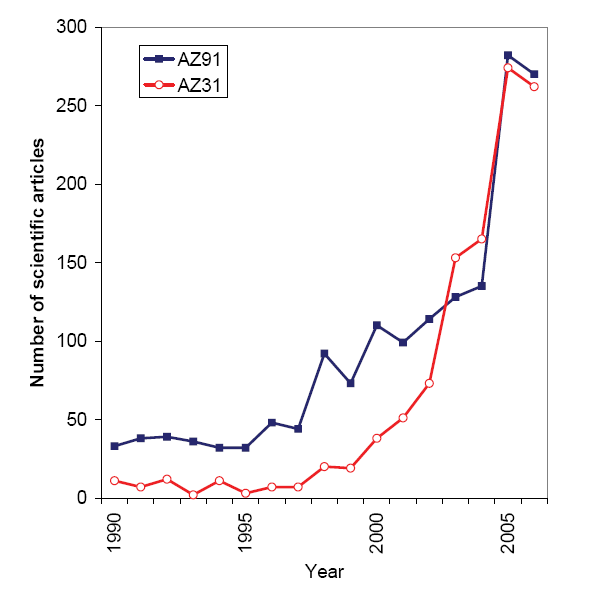
تعداد مقالات علمی ای که آلیاژهای AZ91 و AZ31 را در چکیدهٔ خود نام برده‌اند.

منیزیمی که اکسید نمی‌شود (معروف به Magnox) تشکیل شده از ۹۹٪ منیزیم و ۱٪ آلومینیوم است و در تهیه روکش لوله‌های سوختی در رآکتورها مورد استفاده قرار می‌گیرد.

## کاربردهای سازه‌ایمنیزیم
در ۲۰ سال گذشته، نظر به مزایای ریخته‌گری عالی آلیاژهای مدرن منیزیم، بیشتر توسعه بر روی کاربردهای ریخته‌گری دیواره نازک در صنعت خودرو متمرکز شده‌است. اخیراً گسترش مداوم کاربردهای ریخته‌گری منیزیم در صنایع خودرو، دفاعی، هوافضا، الکترونیک و ابزارهای برقی منجر به تنوع فرآیندهایی از جمله ریخته‌گری قالب‌های تحت خلأ، ریخته‌گری تحت فشار پایین، ریخته‌گری تحت فشار بالا و ریخته‌گری نیمه جامد شده‌است. افزایش تقاضای انرژی در سراسر جهان، حفاظت از محیط زیست و مقررات دولتی، کاربردهای بیشتری ریخته‌گری منیزیم سبک‌وزن را در چند دهه آینده تحریک خواهد کرد. توسعه استفاده از ابزارهای مهندسی مواد محاسباتی یکپارچه (ICME) کاربردهای ریخته‌گری منیزیم را در کاربردهای سازه‌ای تسریع خواهد کرد.
آلیاژهای منیزیم دارای خواص منحصربه‌فردی هستند که در صورت بهره‌برداری کامل، می‌تواند راه برای ورود به بازارهای مهم برای کاربردهای سازه‌ای باز شود. چگالی ۲/۳ برابری نسبت به آلومینیوم و فقط کمی بیشتر از پلاستیک‌های تقویت شده با الیاف، همراه با خواص مکانیکی و فیزیکی عالی و همچنین قابلیت فرآوری و بازیافت، آلیاژهای منیزیم را در طراحی برای وزن سبک، به گزینه‌ای آشکار تبدیل می‌کند.
آلیاژهای منیزیم به‌طور فزاینده‌ای برای کاربردهای حمل و نقل سبک‌وزن، به دلیل کاهش جرم قابل دستیابی و در نتیجه کاهش سوخت، مورد استفاده قرار می‌گیرند، که می‌تواند هم انتشار گازهای گلخانه‌ای و هم هزینه سوخت حمل و نقل را کاهش دهد. تابه‌حال، آلیاژهای منیزیم، به دلیل مزایای ذاتی ریخته‌گری فشار بالا، عموماً از طریق این فرایند ساخته می‌شده و به همین دلیل، تمرکز اصلی برای استفاده در آینده در پیشرانه‌های خودرو بوده‌است. با این حال، آلیاژهای منیزیم به‌طور فزاینده‌ای برای کاربردهای سازه‌ای با یکپارچگی بالاتر مورد توجه قرار گرفته‌اند (به عنوان مثال، پروژه USCAR front-end)، که در آن استفاده از آلیاژهای کارشده (Wrought) به دلیل عملکرد بالاتر آنها نسبت به آلیاژهای ریخته‌گری، ترجیح داده می‌شود. به‌کارگیری آلیاژهای منیزیم در ساختار بدنه خودرو، به سادگی جایگزینی مستقیم برای آلیاژهای فولاد یا آلومینیوم نیست. مانند سایر فلزات، آلیاژهای منیزیم ویژگی‌های منحصر به فرد خود را دارند که امکان جایگزینی آنها را فقط در برخی از اجزا فراهم می‌کند. استفاده از آلیاژهای منیزیم در کاربردهایی که نیاز به فرایند کار مکانیکی، چسباندن مکانیکی و جذب انرژی در هنگام تصادف دارند، به استفاده از ویژگی‌های تغییر شکل پلاستیک آلیاژهای منیزیم بستگی دارد.

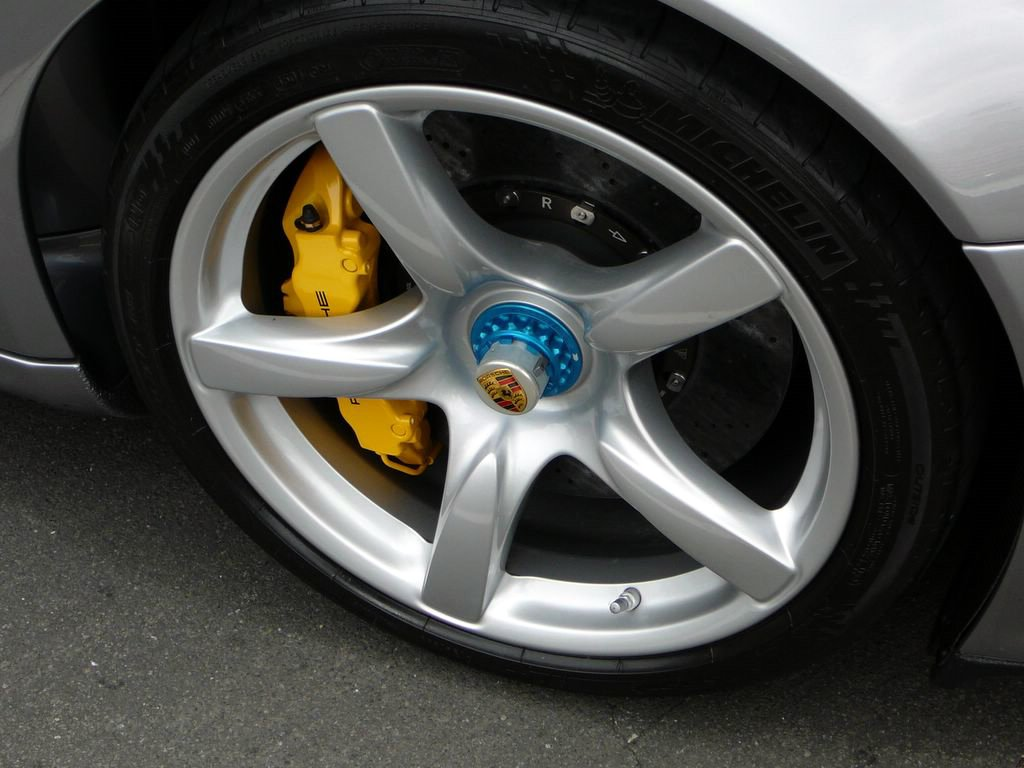
چرخ آلیاژ منیزیم در Porsche Carrera GT

## آلیاژهای منیزیم و ظرفیت جذب ارتعاشات
آلیاژهای منیزیم در سال‌های اخیر به سرعت گسترش یافته‌اند. علت این رشد، مزیت‌های ذاتی این مواد مانند چگالی پایین و استحکام ویژه بالا بود. آلیاژهای منیزیم به عنوان سبک‌ترین آلیاژهای سازه‌ای، وزن کم و قابلیت ماشین‌کاری مناسب را فراهم می‌آورد. آلیاژهای منیزیم بخصوص آلیاژهای سری AZ که حاوی آلومینیوم و روی می‌باشند بطور گسترده در صنایع خودروسازی مورد استفاده قرار می‌گیرند.با گسترش پژوهش‌ها در این زمینه، کاربردهای جدید و روزافزونی برای آلیاژهای منیزیم توسعه‌ می‌یابد.

#### ظرفیت میراسازی ارتعاشات
ظرفیت میرایی(Damping Capacity) بیانگر قابلیت یک ماده در مستهلک‌کردن انرژی کرنش الاستیک تحت ارتعاشات مکانیکی می‌باشد. بر این اساس می‌توان مواد را به دو دسته ظرفیت میرایی بالا و پایین طبقه‌بندی نمود. موادی با ظرفیت میرایی پایین در ساخت تجهیزات موسیقی کاربرد دارند. بالعکس مواد با ظرفیت میرایی بالا برای کنترل نویزهای نامطلوب و پایداری سیستم‌ها و تجهیزات حساس کاربرد دارند.
ظرفیت میرایی حاصل اصطکاک درونی ماده که با کشیده‌شدن پیوندهای بین اتمی و تبدیل انرژی الاستیک به گرما حین ارتعاشات مرتبط است. ظرفیت میرایی ویژه با فرمول زیر بیان می‌شود:
\psi =={\tfrac {\Delta W}{W}}
که در آن Ψ ظرفیت میرایی ویژه، W انرژی مرتبط با جابجایی داخلی یا کرنش ماده و Δw انرژی مستهلک شده در سیکل نوسان است. در جدول زیر ظرفیت میرایی ویژه برخی مواد مهندسی آورده شده است.
| Ψ در 0.1 درصد تنش تسلیم | ماده                  |
| ----------------------- | --------------------- |
| 1.5                     | AA6061-T6, Zn, Ti     |
| 2.5                     | Cast irons, Ni alloys |
| 3.5                     | Pure Al, Cu           |
| 4                       | Steel                 |
| 10                      | Mg Alloy- AZ31B-F     |

خاصیت جذب ارتعاشات، با کنترل ارتعاشات در ماشین‌ها و تجهیزات منجر به پایداری مکانیکی و افزایش طول عمر آن‌ها می‌شود. علاوه‌براین می‌توان مانع از پخش نویز در محیط شود. بیشتر مواد ارگانیک مانند چوب و پلیمرها جذب ارتعاشات بالایی دارند . این درحالیست که این ویژگی برای فلزات معمولا کمتر دیده می‌شود. برای کاربردهایی هم جذب ارتعاشات و هم خواص منحصر به فرد فلزات نیاز باشد از فلزات جاذب ارتعاشات (HIDAMET) استفاده می‌شود.

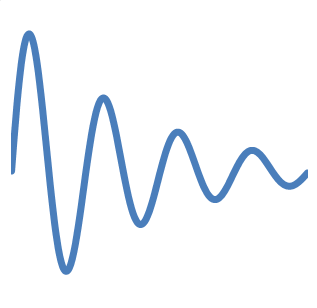
شماتیک میرایی یک موج مکانیکی

#### خاصیت میرایی در منیزیم
منیزیم خالص قابلیت فوق العاده‌ای در جذب ارتعاشات دارد اما به علت استحکام ناکافی نمی‌توان از آن در کاربردهای سازه‌ای استفاده نمود. موادی که به عنوان مواد مهندسی با میرایی بالا در ساخت سازه‌ها مورد استفاده قرار می‌گیرد، باید همزمان با خاصیت ضربه‌گیری، استحکام بالایی نیز داشته باشد. معمولا تغییر خواصی مانند عناصر آلیاژی، فاز ثانویه و اندازه دانه می‌تواند همزمان بر استحکام میرایی ماده اثر گذار باشد. مقدار اتم‌های حل شونده در ساختار ماتریس آلیاژ رابطه مستقیمی با ضریب میرایی دارد .محققان دهه‌های زیادی به مطالعه میرایی آلیاژهای منیزیم پرداخته‌اند اما مطالعه آلیاژهایی با ویژگی استحکام میرایی بالای همزمان، به علت ویژگی‌های خاص آلیاژهای منیزیم  هنوز کامل و عمیق نیست.
موادی که خاصیت میرایی بالا دارند می‌توانند ارتعاشات را خنثی و نویزها را کنترل کنند و همزمان پایداری سازه‌ای بالایی داشته‌باشند. منیزیم خالص و برخی آلیاژهای آن مانند آلیاژ منیزیم- زیرکونیوم، منیزیم- سیلیس و منیزیم- نیکل خاصیت میرایی فراتر از معمولی دارند. با این وجود، آلیاژ منیزیم- نیکل مقاومت به خوردگی کمی دارد، دستیابی به آلیاژ منیزیم- زیرکونیوم دشوار است و خاصیت جذب ضربه در آلیاژهای رایج‌تر منیزیم مانند AZ31 و ZK60 مشخصا کمتر از منیزیم خالص است. روش‌های گوناگونی مانند عملیات حرارتی، تغییر شکل پلاستیک و آلیاژسازی برای بهبود خواص آن‌ها بکارگرفته شده‌است. اما این روش‌ها به ندرت هر دو ویژگی خواص مکانیکی خوب و قابلیت جذب  بالا را فراهم می‌آورند.

#### راه حل
امروزه،معمولا مدل گراناتو-لاک برای توصیف خواص میرایی مواد بکاربرده می‌شود: انرژی مکانیکی منجر به ارتعاش نابجایی‌های کوچک و عیوب داخل ساختار می‌گردد. بنابراین حرکت عیوب داخل ماده در بهبود خواص میرایی ماده تاثیر مثبت دارد. این درحالی است که این ویژگی منجر به تضعیف خواص مکانیکی می‌شود.  اینگونه به نظر می‌رسد که در آلیاژهای منیزیم خاصیت میرایی و استحکام به گونه‌ای در تناقض با یکدیگرند. پژوهشی در سال 2003، سنتز آلیاژ منیزیم- مس- منگنز را با روش متالورژی پودر پیشنهاد داد که به موجب آن ظرفیت میرایی بیشتر( در کرنش بالای4x10-5)  و استحکام کششی( 290 مگاپاسکال) نسبت به منیزیم خالص به دست آمد. با این وجود روش متالورژی پودر روشی گران قیمت و پیچیده است.
برخی تحقیقات همچنان بر متعادل کردن خواص میرایی و استحکام  با رویکرد عملیات حرارتی، آلیاژسازی و تغییر شکل تمرکز دارد. آلیاژهایی با استحکام قابل قبول مانند منیزیم- روی- زیرکونیوم- یتیریم و آلیاژهایی با ظرفیت میرایی قابل قبول مانند منیزیم-مس- منگنز در حکم کانون تحقیقات بودند.
دانشمندان دیگر معتقد هستند باید تحقیقات پایه‌ای بیشتری برای فهم مکانیزم‌های میرایی در منیزیم خالص صورت گیرد. آن‌ها علاقمند به شناخت مکانیزم‌های میرایی در آلیاژهای منیزیم با ساختار ساده و مشابه منیزیم خالص با مقدار کمی اتم‌های محلول یا نامحلول می‌باشند. با وجود اینها پیشرفت چشمگیری در شناخت مکانیزم‌های میرایی منیزیم حاصل نشده و تحقیقات بیشتری نیاز است.

#### کاربرد
منیزیم خالص و برخی آلیاژهای آن با خاصیت میرایی و جذب ضربه شناخته می‌شوند. به همین علت با وجود اینکه کاهش وزن علت اساسی بکارگیری این آلیاژهاست، ضربه‌گیری با استفاده از این ترکیبات یکی از بهترین روش‌های کنترل ارتعاشات و نویزها در وسایل نقلیه‌ است. همچنین در کاربردهای بیومکانیکی، ظرفیت میرایی بالا قابلیت جذب ارتعاشات و تنش در سطح تماس بین ایمپلنت و استخوان را فراهم می‌آورد که این امر منجر به بهبود استخوان‌سازی در استفاده از ایمپلنت‌های ارتوپدی می‌شود(میکرو).
تست ارتعاش اجزا یکی از جنبه‌های حیاتی ارزیابی طراحی در مهندسی نوین است. این تست اطمینان می‌دهد که اجزا تحت بار خستگی دچار شکست نمی‌شوند. جدا از تجهیز ایجادکننده ارتعاش، اجزا، پایه‌ها و فیکسچرهای نگهدارنده جزو اجزای کلیدی سیستم تست ازتعاش می‌باشند. این اجزا باید سفت، محکم و سبک بوده و قابلیت جذب ارتعاشات را داشته باشند آلیاژ AZ31B منیزیم یکی از مناسب ‌ترین مواد از نظر تامین خواص فیزیکی و مکانیکی مورد نظر است.

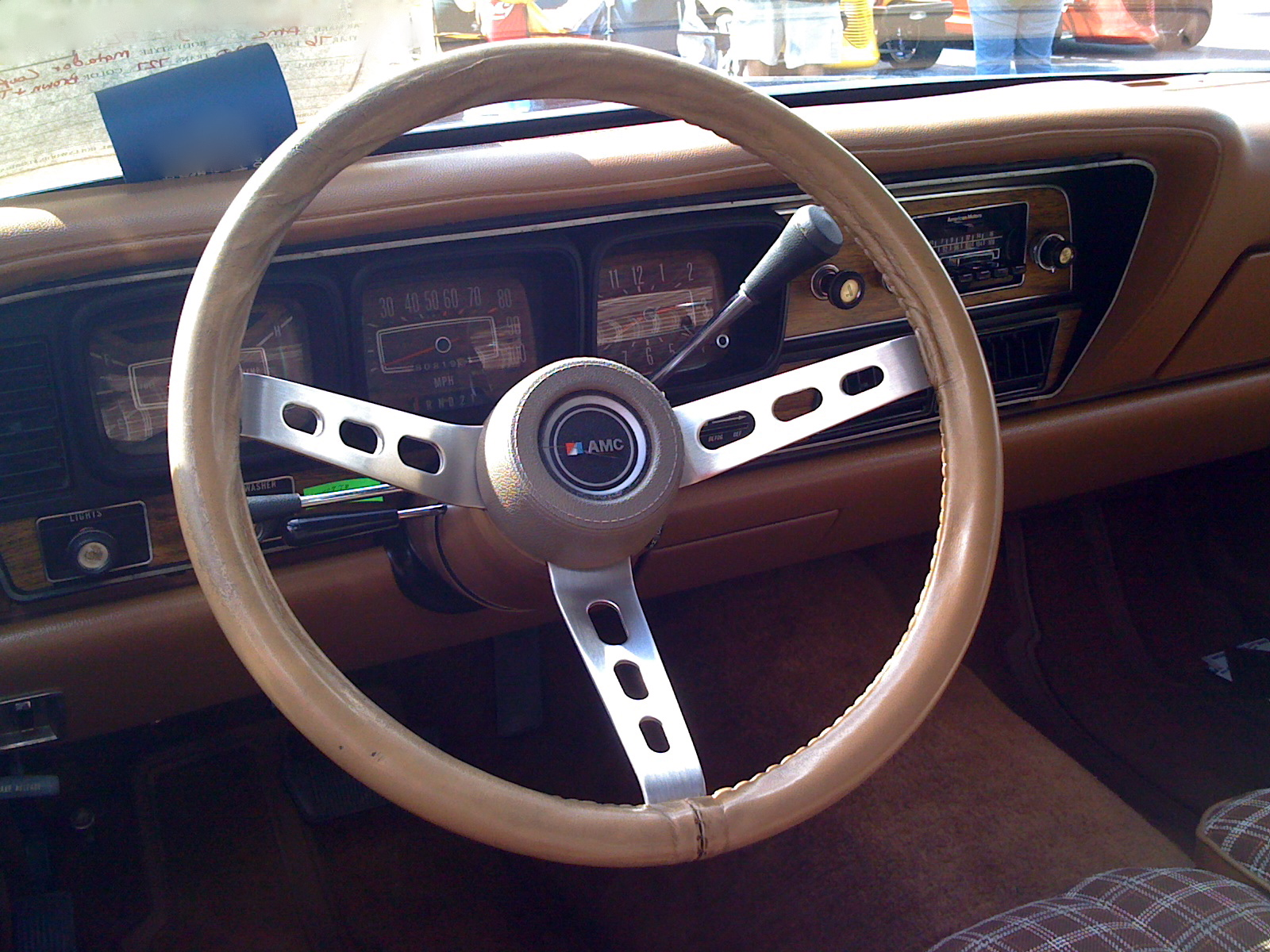
غربیلک فرمان- یکی از کاربردهای جذب ارتعاشات در منیزیم

#### جمع بندی
قابلیت جذب بالای  منیزیم خالص به علت حرکت پذیری بالای نابجایی‌ها در این فلز است. این اثر وابسته به رفتار بسیار پیچیده جذب است که به عواملی چون دما، فرکانس ارتعاشات، اندازه کرنش داخلی نیروی متغیر و تاریخچه بارگذاری‌های پیشین حتی در ناحیه الاستیک بستگی دارد.
منیزیم یکی از کاندیدهای اصلی فلزات توسعه‌یافته با قابلیت جذب ارتعاشات بالا می‌باشد. برای استفاده از خواص جذب ارتعاشات منیزیم، که حاصل حرکت نابجایی‌هاست، و بهره‌گیری همزمان از خواص استحکامی این فلز، آلیاژسازی‌های معمول پاسخگو نخواهدبود. استحکام‌افزایی منیزیم خالص با افزودن الیاف یا ذرات غیرفلزی مناسب یکی از راهکارهای عملی‌ ساخت چنین ماده‌ای بدون افت زیاد خاصیت جذب ارتعاشات است. برای عملی‌کردن این ایده باید رفتار پیچیده جذب ارتعاشات منیزیم خالص مورد توجه قرارگیرد.

## ریخته‌گری تحت فشاربالا
ریخته‌گری فشار بالا (HPDC) انعطاف‌پذیری مناسبی را در طراحی و ساخت قطعات فلزی سبک ارائه می‌دهد. ویژگی‌های عالی پرکنندگی قالب در آلیاژهای منیزیم باعث می‌شود که قطعات ریخته‌گری بزرگ، جداره نازک و پیچیده به لحاظ اقتصادی توسط این فرایند تولید شوند و جایگزین سازه‌های فولادی ساخته شده از جوشکاری و اتصالات متعدد شوند. ریخته‌گری منیزیمی را می‌توان با دیواره‌های نازک در مناطقی که استحکام، نگران‌کننده نیست و با دیواره‌های ضخیم‌تر در مناطقی که نیاز به استحکام بالاتر است، طراحی کرد. اساساً دو نوع فرایند ریخته‌گری تحت فشار بالا وجود دارد: ریخته‌گری تحت فشار محفظه داغ و ریخته‌گری تحت فشار محفظه سرد.

## ریخته‌گری تحت خلأ
با وجود بهره‌وری بالا، بزرگ‌ترین اشکال فرایند ریخته‌گری فشار بالای معمولی (منیزیم یا آلومینیوم)، سطح تخلخل بالا به دلیل گازهای به دام افتاده ناشی از تزریق فلز مذاب با سرعت‌های بسیار بالا در طول ریخته‌گری است. مسئله تخلخل برای مقاطع جدار نازک (ضخامت بیش از ۲٫۵ میلی‌متر) که خواص مکانیکی عمدتاً توسط پوسته‌های ریخته‌گری ریزدانه و بدون منافذ ایجاد می‌شود، جدیت کمتری دارد. هنگامی که دیواره‌های ضخیم‌تری برای سختی یا دوام در کاربردهای سازه‌ای حیاتی مورد نیاز است، تأثیر تخلخل بر خواص مکانیکی (به‌ویژه شکل‌پذیری و استحکام خستگی) جدی‌تر است. فرآیندهای جایگزین زیر می‌توانند ریخته‌گری با تخلخل کمتر، اما اغلب با هزینه‌های بالاتر یا بهره‌وری کمتر تولید کنند. ریخته‌گری تحت خلأ، یک فرایند ابتکاری است که در آن، فشار کاهش یافته در محفظه تزریق و حفره قالب، درست قبل از تزریق ایجاد می‌شود، هیچ هوای محبوس شده‌ای در ریخته‌گری باقی نمی‌گذارد و امکان ساخت قطعات ریخته‌گری دیواره نازک نسبتاً بزرگ با خواص بهبودیافته قابل توجهی را فراهم می‌کند. قطعات ریخته‌گری تولید شده با این فرایند، در حال حاضر برای مواردی که نیاز به تافنس فشار و خواص مکانیکی خوب از طریق عملیات حرارتی دارند، هدف قرار می‌گیرند؛ بنابراین ریخته‌گری تحت خلأ، قابلیت‌های تحت فشار معمولی را افزایش داده و در عین حال مزایای اقتصادی آن را حفظ می‌کند.

## نام‌گذاری آلیاژهای منیزیم
سیستم نام‌گذاری برای آلیاژهای منیزیم برخلاف سیستم نامگذاری فولاد و آلیاژهای آلومینیوم دارای استاندارد خاصی نمی‌باشد؛ بنابراین اکثر تولیدکنندگان از سیستمی که از یک یا دو حرف، دو یا سه عدد و یک پسوند برای مشخص کردن آلیاژ استفاده می‌کند استفاده می‌کنند؛ بنابراین اسامی آلیاژهای منیزیم معمولاً با دو (یا یک) حرف که در ادامهٔ آن دو (یا سه) عدد آمده‌است مشخص می‌شود. حروف نشان دهندهٔ المان‌های اصلی آلیاژ هستند (A: آلومینیوم، Z: روی (زینک)، M: منگنز، S: سیلیکون). اعداد نشان دهندهٔ درصد نامی ترکیبات اصلی است. برای مثال AZ91 یک آلیاژ منیزیم با ۹ درصد جرمی آلومینیوم و ۱ درصد جرمی روی (Zinc) است. ترکیبات دقیق مربوط به هر آلیاژ را باید از استانداردها بدست آورد.
حروفی که استفاده می‌شود بر اساس فرمت تعریف شده در دستورالعمل B275 از ASTM استفاده می‌شود:
| A | Aluminium   |
| B | Bismuth     |
| C | Copper      |
| D | Cadmium     |
| E | Rare earths |
| F | Iron        |
| H | Thorium     |
| J | Strontium   |
| K | Zirconium   |
| L | Lithium     |
| M | Manganese   |
| N | Nickel      |
| P | Lead        |
| Q | Silver      |
| R | Chromium    |
| S | Silicon     |
| T | Tin         |
| V | Gadolinium  |
| W | Yttrium     |
| X | Calcium     |
| Y | Antimony    |
| Z | Zinc        |

### آلیاژهای ریخته‌گری
AZ63
AZ81
AZ91
AM50
AM60
ZK51
ZK61
ZE41
ZC63
HK31
HZ32
QE22
QH21
WE54
WE43
Elektron 21

### آلیاژهای شکل‌پذیر
AZ31
AZ61
AZ80
Elektron 675
ZK60
M1A
HK31
HM21
ZE41
ZC71 ZM21 AM40 AM50 AM60 K1A M1 ZK10 ZK20 ZK30 ZK40

## آلیاژهای متداول منیزیم[۱۶]
آلیاژهای منیزیم – آلومینیوم:
این آلیاژ حاوی ۸–۹٪ آلومینیوم، مقادیر کمی روی که باعث افزایش خواص کششی شده و حدوداً ۰٫۳٪ منگنز که مقاومت به خوردگی را افزایش می‌دهد، می‌باشد. حضور آلومینیوم در این آلیاژها سبب شده که به وسیلهٔ عملیات فوق تبرید یا عملیات تلقیح، منیزیم ریزدانه گردد و در نتیجه خواص مکانیکی آن بهبود یافته و سیالیت کاهش می‌یابد. همچنین وجود آلومینیوم قابلیت جذب گاز را افزایش می‌دهد بنابراین میزان تخلخل‌های گازی زیاد می‌شود.
اگر میزان آلومینیوم بالای ۸٪ باشد شکل‌پذیری بسیار کاهش می‌یابد.
آنیل کردن آلیاژ منیزیم – آلومینیوم در دمای ۴۲۰ درجهٔ سانتیگراد موجب استحکام بخشی در اثر محلول جامد(SS) می‌شود و شکل‌پذیری آلیاژ افزایش می‌یابد.
افزودن روی به آلیاژ منیزیم – آلومینیوم باعث افزایش استحکام می‌گردد ولی به علت افزایش احتمال ترک خوردگی در طی انجماد، استفاده از روی محدود می‌باشد.
در مواردی که نیاز به شکل‌پذیری بیشتر باشد، آلیاژ با خلوص بالا و با درصدهای آلومینیومِ کمتر استفاده می‌شود.
شکل‌پذیری بیشتر ناشی از کاهش مقدار Mg17Al12 در اطراف مرز دانه‌ها است.
آلیاژهای ریختگی Mg-Al و Mg-Al-Zn تا حدودی مستعد بروز تخلخل‌های ریز می‌باشند، اما در عوض دارای قابلیت ریخته‌گری خوبی بوده و مقاومت آن‌ها در برابر خوردگی عموماً رضایت بخش است. این آلیاژها برای استفاده در دماهای تا ۱۱۰ – ۱۲۰ درجهٔ سانتیگراد مناسب اند و در بالای این دما نرخ خزش به مقدار غیرقابل قبولی می‌رسد. چنین رفتاری به این واقعیت نسبت داده می‌شود که آلیاژهای منیزیم عمدتاً به دلیل لغزش مرز دانه‌ها دچار خزش می‌شوند و فاز Mg17Al12 که دارای دمای گذار حدود ۴۶۰ درجهٔ سانتیگراد بوده و در دماهای پایین‌تر نسبتاً نرم است، تأثیری در ثابت نگه داشتن مرز دانه‌ها ندارد. افزودن ۱٪ کلسیم مقاومت خزشی آلیاژهای Mg-Al را افزایش داده، اما این آلیاژها را مستعد ترک خوردگی گرم می‌نماید. با کاهش درصد آلومینیوم و اضافه شدن سیلیسیم نیز خواص خزشی بهبود می‌یابند. سیلیسیم باعث کاهش مقدار Mg17Al12 شده و در قطعات ریخته‌گری تحت فشار که نسبتاً سریع سرد می‌شوند، سیلیسیم با منیزیم ترکیب شده و ذرات ریز و نسبتاً سخت ترکیب Mg2Si را در مرز دانه‌ها تشکیل می‌دهد.
آلیاژهای سیستم Mg-Al مستعد انقباض میکروسکوپی بوده و لذا برای بدست آمدن کیفیتی یکنواخت باید دقت لازم به عمل آید.
عملیات پیر سختی آلیاژ Mg-Al:
الف) گرم کردن تا دمای۷۵۰–۷۸۰ فارنهایت و نگهداری به مدت ۱۵–۱۸ ساعت
ب) سرد کردن در آب
ج) باز پخت در دمای ۳۵۰–۳۶۰ فارنهایت بمدت ۱۴ تا ۱۸ ساعت

## آلیاژهای منیزیم – روی – مس
افزودن مس به آلیاژهای دوتایی Mg-Zn موجب بهبود قابل توجه شکل‌پذیری و مؤثرتر شدن عملیات پیرسازی می‌گردد. این آلیاژها خواص کششی مشابه با آلیاژ AZ91 (به‌طور مثال مقاومت کششی در حد ۲۱۵ الی ۲۶۰ مگاپاسکال، حد تناسب حدود ۱۳۰ الی ۱۶۰ مگاپاسکال و ازدیاد طول نسبی بین ۳ تا ۸ درصد) از خود نشان داده و این مزیت را دارد که خواص یادشده تکرار پذیر هستند و پایداری در دماهای بالا نیز بهبود می‌یابد.
یکی از آلیاژهای این خانواده که در ماسه ریخته‌گری می‌شود به نام ZC63 نامگذاری شده‌است. افزودن تدریجی مس به آلیاژهای Mg-Zn درجه حرارت یوتکتیک را بالا می‌برد و از این نظر دارای اهمیت است به‌طوری‌که استفاده از دماهای بالاتر در عملیات محلولی و نتیجتاً حداکثر حلالیتِ روی و مس را امکان‌پذیر می‌سازد.
بر اثر عملیات حرارتی محلولی، شکل‌پذیری آلیاژ بهبود می‌یابد.
افزودن مس به آلیاژهای Mg-Al-Zn اثر زیان‌آور بر مقاومت به خوردگی آن‌ها دارد اما در آلیاژهای Mg-Zn-Cu این مسئله دیده نمی‌شود.
حد خستگی در حالت بدون شیار این آلیاژ بهتر از آلیاژهای Mg-Al-Zn است، در حالی که مقادیر مربوط به حالت شیار دار یکسان است.

## آلیاژهای ریختگی زیرکونیم دار
حداکثر حلالیت زیرکونیم در منیزیم مذاب ۰٫۶٪ می‌باشد و چون آلیاژهای دوتایی Mg-Zr برای مصارف تجاری استحکام کافی ندارند، افزودن عناصر آلیاژی دیگر به آن‌ها ضروری است. انتخاب این عنصر تحت تأثیر سه عامل اساسی قرار دارد:
1. سازگاری با زیرکونیم
2. ویژگی‌های ریخته‌گری
3. خواص مطلوب آلیاژ: بهبود خواص کششی شامل تنش تسلیم و استحکام کششی و همچنین افزایش مقاومت خزشی (در صنایع هوافضا این مورد بیشتر مد نظر قرار گرفته‌است).

## آلیاژهای منیزیم – روی – زیرکونیم
قابلیت زیرکونیم برای جوانه زنی در آلیاژهای Mg-Zn منجر به معرفی آلیاژهایی مانند ZK51 و ZK61 گردید. این آلیاژها معمولاً به ترتیب در شرایط عملیات حرارتی T5 و T6 مورد استفاده قرار می‌گیرند.

## آلیاژهای شامل عناصر کمیاب خاکی (Rare Earth)
اخیراً توجه محققین به آلیاژهای منیزیم – آلومینیوم حاوی عناصر خاکی که به عنوان مثال به صورت میش متال طبیعی با ترکیب 55Ce-%20La-%20Nd-%5Pr% به آلیاژ افزوده می‌شوند، معطوف گشته‌است. این آلیاژ نیز فقط برای ریخته‌گری تحت فشار مناسب است زیرا سرد کردن آرامتر منجر به تشکیل ذرات درشت ترکیبات Al2R.E می‌گردد.
مکانیزم تأثیر عناصر کمیاب خاکی برخواص خزشی هنوز کاملاً شناخته نشده‌است، اگر چه در آلیاژ دوتایی پیر شده Mg-1.3R.E رسوبات پراکندهٔ ریز دیده شده‌است.
به علاوه، جوانه زنی فاز پایدار Mg12Ce در مرز دانه‌ها طی خزش مشاهده شده و به نظر می‌رسد این فاز میزان تغییر شکل ناشی از لغزش مرز دانه را کاهش دهد. با این حال، باید توجه کرد که استفاده از میش متال قیمت آلیاژ را افزایش می‌دهد.
معمولاً از آلیاژهای حاوی عناصر خاکی در مواردی که مقاومت به خزشی آلیاژ مد نظر باشد استفاده می‌گردد؛ که سه آلیاژ پیشنهاد شده توسط ASTM به شرح زیر است:
1) EK30A
2) EK41A
3) EZ33A

## آلیاژهای شامل توریم
آلیاژ منیزیم – توریم، به دلیل مقاومت خزشی بالا مورد استفاده قرار می‌گیرد. از آلیاژهای شامل توریم می‌توان به آلیاژهای ZT1 و TZ6 اشاره کرد.
آلیاژ ZT1 که شامل ۳٪ توریم، ۲٫۲٪ روی و ۰٫۷٪ زیرکونیم است برای بهترین خواص خزشی استفاده می‌شود (رنج درجه حرارت بین ۲۵۰ الی ۳۵۰ درجهٔ سانتیگراد).
آلیاژ جدید TZ6 که از ۵٫۸٪ روی، ۱٫۸٪ توریم و ۰٫۷٪ زیرکونیم تشکیل شده‌است دارای مقاومت کششی بالا و الانگیشن حدود ۵ درصد می‌باشد.

## آلیاژهای منیزیم – لیتیوم
لیتیوم به عنوان سبکترین فلز با چگالی ۰٫۵۳۴ گرم بر سانتی‌متر مکعب در منیزیم باعث کاهش چگالی و افزایش داکتیلیتی مستقل از اندازه دانه می‌شود؛ یعنی خواص منیزیم به عنوان یک فلز سازه‌ای بهبود می‌یابد.
افزایش داکتیلیتی توسط کاهش نسبت ثوابت شبکه (c/a) در اثر جایگزینی اتم‌های Li به جای اتم‌های Mg ایجاد می‌شود.

## آلیاژهای منیزیم – روی
آلیاژهای منیزیم – روی قابلیت پیر سختی دارند. همچنین سیالیت را بالا برده و مقاومت به خوردگی را با کنترل مس افزایش می‌دهد. لازم است ذکر شود که این آلیاژها معمولاً برای تولید قطعات تجاری مورد استفاده قرار نمی‌گیرند.